# Kalavasos
Kalavasos är en ort i Cypern.   Den ligger i distriktet Eparchía Lárnakas, i den sydöstra delen av landet, 50 km söder om huvudstaden Nicosia. Kalavasos ligger 77 meter över havet och antalet invånare är 666. Den ligger på ön Cypern.
Terrängen runt Kalavasos är kuperad åt nordväst, men åt sydost är den platt.  Närmaste större samhälle är Ágios Týchon, 15,3 km väster om Kalavasos. Trakten runt Kalavasos består till största delen av jordbruksmark.